# Eta Beta e la spia poeta
(Spia poeta)
Eta Beta e la Spia Poeta (in originale The Atombrella and the Rhyming Man) è una storia a fumetti degli autori Bill Walsh (soggetto e sceneggiatura) e Floyd Gottfredson (disegni), un giallo con protagonisti Topolino ed Eta Beta. Venne pubblicata per la prima volta con le strisce giornaliere di Topolino dal 30 aprile 1948 al 9 ottobre 1948. In Italia, fu pubblicata e molto spesso ristampata divisa in due parti, giustificate effettivamente dalle caratteristiche della trama: la prima parte, corrispondente a Topolino, Eta Beta e l'atombrello, inizialmente sugli Albi d'Oro (seconda serie), mentre la seconda parte, ovvero Topolino, Eta Beta e la Spia Poeta su Topolino (libretto) nn. 12-15 (1950). Questa avventura fa parte del ciclo di Eta Beta, e in essa fa la sua prima apparizione uno dei nemici più infidi e spietati di Topolino: la Spia Poeta (The Rhyming Man), che ha la curiosa caratteristica di parlare in rima.

## Trama
Dal momento che Eta Beta russa la notte, Topolino lo prega di trovare una soluzione per non disturbare, ed Eta inventa uno strumento che converte il russare in musica; sbalordito dal fatto che Eta sia in grado di inventare dispositivi avveniristici, Topolino lo esorta a creare ancora, ma Eta si concentra su gadget strambi e scherzi, così lo provoca a inventare qualcosa di davvero "grande". Eta Beta si chiude in elucubrazioni serrate e divora naftalina a più non posso per pensare meglio, finché partorisce un'idea geniale e inizia a scrivere formule su ogni superficie libera della casa, persino sulle persone; dopodiché, si rinchiude nel capanno degli attrezzi ad assemblare il suo progetto, impedendo in tutti i modi a Topolino di sbirciare, grazie anche all'aiuto di un enorme gorilla intelligente uscito da qualche esperimento e diplomato al college, che lo tiene sempre d'occhio. Alla fine, Eta Beta completa il suo lavoro e lo rivela: si tratta dell'atombrello, prodigioso ombrellino attaccato a un copricapo, che può proteggere chi lo indossa da qualsiasi cosa, finanche dalla bomba atomica. Dopo averlo fatto provare a Pippo, decidono di sottoporlo all'esame della comunità scientifica, in particolare all'attenzione del celebre prof. Koppendoper, uno dei più grandi esperti al mondo sull'energia nucleare, che si rivela essere un bambino di appena 11 anni, dotato di una mente prodigiosa, per quanto ancora dipendente dalla madre. Dopo aver esposto, non senza attimi di tensione, l'atombrello all'energia atomica con successo, i nostri scoprono che il laboratorio del professore è pieno di microfoni e telecamere nascosti, segno che qualcuno ora sa della rivoluzionaria invenzione, che "è la più grande dopo la gomma da masticare", e tenterà di appropriarsene.
Quella sera stessa, Eta Beta rivela di avere il mal di denti, per cui non può mangiare la naftalina che gli servirebbe per esercitare la capacità di precognizione e scoprire se qualcuno ruberà l'atombrello, e nello stesso momento la Spia poeta fa la sua prima apparizione, parlando e pensando in rima e tentando di sottrarre l'atombrello mentre i nostri eroi dormono. Dopo l'infruttuoso tentativo, la spia si reca dai suoi complici, la gelataia Mirtilla e l'illusionista Trucco (in originale Myrtle e Trick, altre due spie), e quest'ultimo riesce senza alcuno sforzo a impossessarsi dell'atombrello con l'inganno. Eta Beta è ora stordito per il colpo in testa ricevuto, ma grazie a delle piume lasciate da una delle colombe di Trucco, i nostri riescono a rintracciare il covo delle spie, dove nel frattempo la Spia poeta svela il suo terribile piano: non ha intenzione di consegnare l'invenzione ai suoi mandanti (presumibilmente una potenza straniera), ma di soggiogare il mondo con ogni tipo di calamità (dalle cimici corazzate a virus e gas mortali), essendo immune da qualsiasi attacco con indosso l'atombrello. Topolino ed Eta Beta vengono scoperti e imprigionati, e ad Eta viene "tappato" il naso per impedirgli di usare la precognizione come strumento di difesa; per decidere come carpire il segreto del funzionamento dell'atombrello a Eta, la Spia "si consulta" con se stesso allo specchio, e stabilisce di eliminare Topolino: lo condanna perciò a morte, per mezzo di un albero strangolatore, ma all'ultimo momento arriva Pluto a salvarlo. Nel frattempo, la terribile spia si sbarazza di Mirtilla e scappa con Eta Beta narcotizzato e l'atombrello, imbarcandosi su una nave; dopo un rocambolesco inseguimento durante il quale la spia e i suoi uomini cercano ancora di uccidere Topolino, lo scontro si porta su un avveniristico disco volante che la spia intende usare per raggiungere il suo paese d'origine. Eta Beta e Topolino riescono a liberarsi e a far ammarare lo strano velivolo, e tra i tre scoppia una furiosa rissa nella quale la Spia ha la peggio. Essa mette un piede in fallo e sprofonda nell'oceano senza più riaffiorare.
Eta Beta e Topolino ricevono un encomio dal Dipartimento della Difesa, che li sollecita a osservare il più stretto silenzio sull'intera vicenda.